# Jacobus-Kapteyn-Teleskop
Das Jacobus-Kapteyn-Teleskop kurz auch JKT ist ein optisches 1-m-Spiegelteleskop benannt nach dem holländischen Astronomen Jacobus Kapteyn auf La Palma in den Kanarischen Inseln und ist dort Teil der Isaac-Newton-Teleskop-Gruppe (engl. Isaac Newton Group of Telescopes).
Finanziert in einer Kooperation zwischen den Niederlanden und dem Vereinigten Königreich begann die Planung in den 1970er Jahren. Das Ende der Bauphase des JKT war im Jahr 1983 erreicht und erste fotografische Platten wurden im März 1984 aufgenommen.
Es kann mit zwei unterschiedlichen Brennweiten und unterschiedlichen Instrumenten betrieben werden, seit 1998 faktisch jedoch nur mit einer CCD-Kamera.
Das Teleskop wiegt insgesamt knapp 40 Tonnen.
Inzwischen durch modernere und größere Teleskope überflügelt, wurde es im August 2003 für die allgemeine Nutzung außer Betrieb gestellt.